# Благодійний фонд Руслана Шостака
Благодійний фонд «Руслана Шостака» — українська благодійна організація, яка спеціалізується на допомозі дітям-сиротам, дітям позбавленим батьківського піклування, розвитку безбар’єрного середовища та забезпечення мобільності Сил оборони України. 
Благодійний фонд працює над створенням дитиноцентричного суспільства, в якому кожна дитина має право на родину, безпеку та гідне майбутнє. Особливу увагу приділяє трансформації системи інституційного догляду, розвиткові сімейних форм виховання, підтримці прийомних і великих прийомних родин у межах проєкту “Родина. Від сирітства до сім'ї”. 
Благодійний фонд працює над розвитком безбар’єрного доступу до транспорту для ветеранів із пораненнями, людей з інвалідністю та маломобільних груп населення. Діяльність спрямована на створення інклюзивних, зручних і безпечних рішень для пересування, зокрема надання спеціалізованого транспорту для громад у межах проєкту “ГеройMove”. Постачає Силам оборони України  автоколісний транспорт у межах проєкту ГеройCar.

## Історія
Зареєстрований 15 червня 2022 року. Засновником є Руслан Шостак — український підприємець, засновник і співвласник національних торговельних мереж EVA і VARUS, президент TERWIN. Директорка Благодійного фонду — Євгенія Бут. 
Свою роботу Благодійний фонд розпочав з двох напрямків – евакуації дітей-сиріт та дітей, позбавлених батьківського піклування до Туреччини на початку повномасштабного вторгнення та забезпечення Збройних сил України колісним автотранспортом. 
Відомим Благодійний фонд став після залучення 10,2 млн євро на евакуацію, переїзд і проживання в Туреччині 3500 тисяч українських дітей-сиріт. Діти-сироти провели у Туреччині 1000 днів. Їм було організовано навчання, додаткові заняття, оздоровлення та дозвілля. Евакуація, яка відбулась у рамках проєкту, стала наймасштабніша евакуація дітей-сиріт із часів Другої світової війни. Це зафіксовано у Світовій книзі рекордів. Проєкт залучив до співпраці понад 300 волонтерів і амбасадорів. Зокрема, співачку Олю Полякову, співака Віктора Павліка. Дітей у проєкті підтримували Джамала, Alyosha, гурт HARDKISS. 
У 2023 році про проєкт “Дитинство без війни” був знятий короткометражний документальний фільм Save Generation Ua. Фільм отримав 7 міжнародних нагород у 5 країнах світу. 
В грудні 2024 року проєкт було завершено. Дітей-сиріт повернули у безпечні громади України задля того, щоб знайти їм прийомні родини.   
Благодійний фонд увійшов у ТОП-50 найбільших Фондів та ТОП-5 приватних фондів за версією Forbes у 2024 році. 

## Мета, фокус, цілі
У фокусі роботи Благодійного фонду – сприяння розвитку сталого суспільства, підтримуючи дітей, які потребують усиновлення та опіки, а також людей з інвалідністю та ветеранів, надаючи їм можливості для самореалізації та поліпшення якості життя через соціальні ініціативи.
Цілі благодійного фонду: 
- Допомога дітям-сиротам та дітям, позбавленим батьківського піклування — розвиток родинних форм виховання, щоб кожна дитина зростала в любові, турботі та родинному середовищі, а не в інституціях.
- Забезпечення соціального транспорту та безбар’єрного середовища — створення доступних рішень для пересування ветеранів, людей з інвалідністю та всіх з обмеженими можливостями, зокрема через інклюзивний транспорт та інфраструктурні ініціативи.
- Підтримка мобільності для захисту життів — надання допомоги в кризових ситуаціях, що дозволяє оперативно реагувати на виклики, підтримувати та забезпечувати допомогу там, де вона найбільше потрібна.
- Системні зміни для сталого суспільства та справедливого майбутнього — впровадження довгострокових програм, що допомагають державі змінювати систему опіки, освіти та соціального захисту, повертаючи людям гідність, силу та можливість самостійного життя.

## Проєкти
Враховуючи цінності Благодійного фонду та виклики, спричинені повномасштабним вторгненням, діяльність організації зосереджена на підтримці дітей, які потребують сімейного влаштування (усиновлення, опіки, прийомного виховання), людей з інвалідністю, ветеранів та маломобільних груп населення, а також на збереженні життя українських військовослужбовців.
Ці цілі реалізуються через три ключові благодійні програми: «Родина. Від сирітства до сім’ї», «ГеройMove» та «ГеройCar».
Родина. Від сирітства до сім'ї

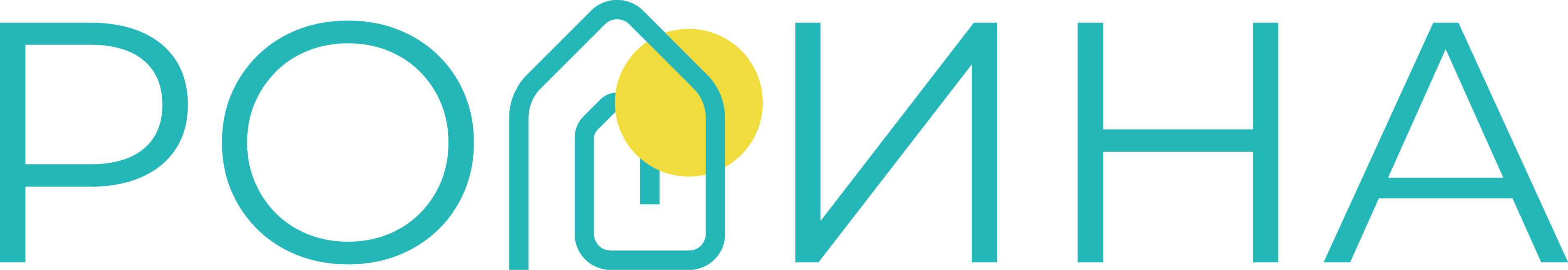

Проєкт “Родина. Від сирітства до сім’ї” спрямований на подолання сирітства в Україні шляхом розвитку та підтримки сімейних форм виховання. Його мета — створити умови, за яких українські родини мали б можливість і підтримку для того, щоб брати під опіку, у прийомні сім’ї або всиновлювати дітей, які втратили батьківське піклування.

ГеройMove

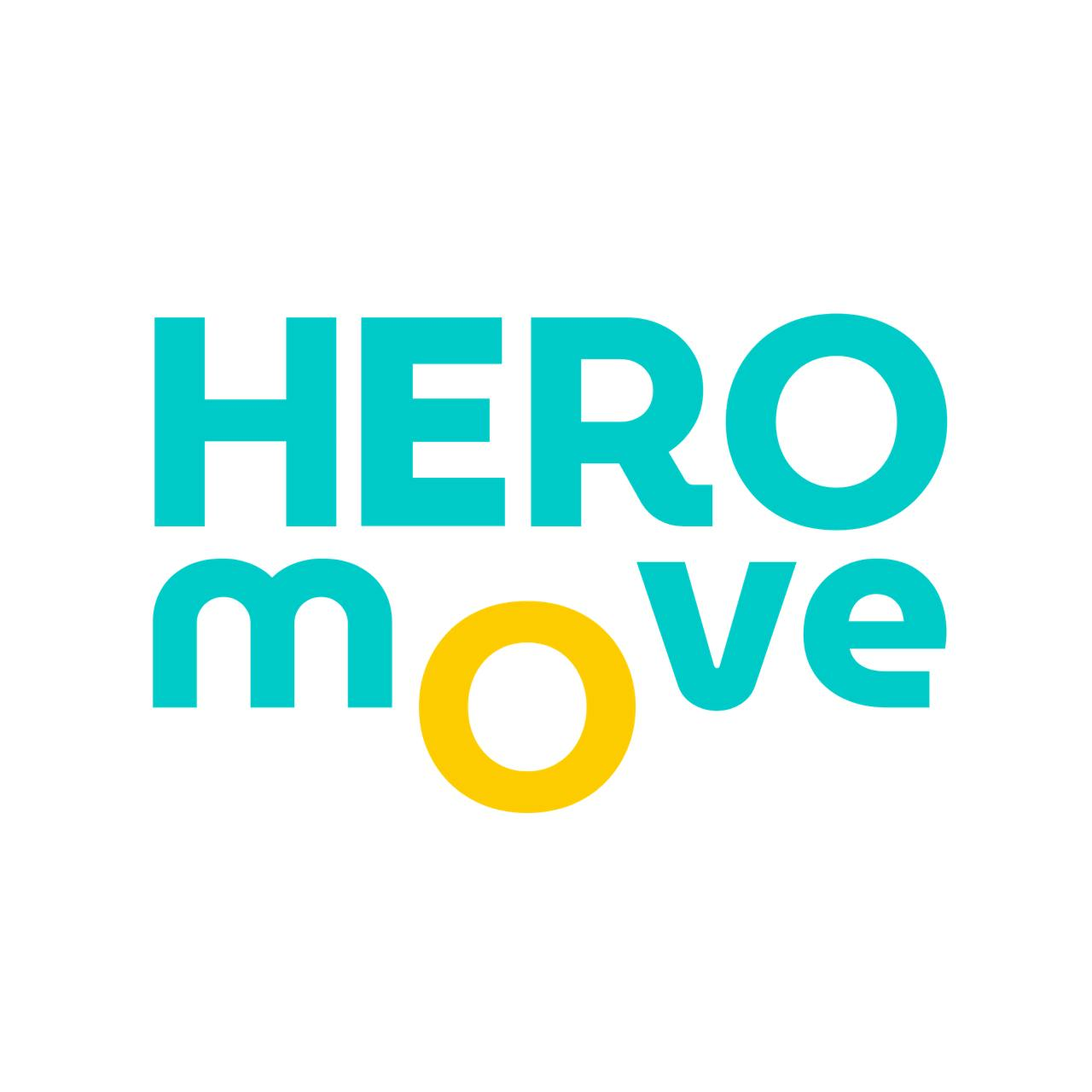

Мета проєкту – забезпечити можливість пересування людей з обмеженою мобільністю за допомогою спеціально облаштованих автомобілів та сприяння інтеграції поранених ветеранів в суспільство. 
ГеройCar
Докладніше: ГеройCar
Проєкт ГеройCar зосереджений на забезпеченні Сил оборони України колісним транспортом з метою підвищення їхньої мобільності. Станом на 17 червня 2025 року проєкт передав ЗСУ 724 одиниці колісного транспорту. Проєкт працює безпосередньо з Командуванням Сухопутних військ Збройних Сил України.   

## Завершені проєкти
Дитинство без війни
Докладніше: Дитинство без війни
У 2022 році Благодійний фонд “Руслана Шостака” разом з партнерами організував першу в Україні приватну евакуацію дітей-сиріт, дітей позбавлених батьківського піклування, а також дітей, родини яких опинилися у складних життєвих обставинах. 
У межах проєкту, 3500 дітей-сиріт, їхніх супроводжуючих, дітей, позбавлених батьківського піклування та дітей, чиї родини опинились у складних життєвих умовах, отримали прихисток у Турецькій Республіці. У Туреччині діти провели понад 1000 днів, під час перебування в евакуації їм було організовано навчання у школах, додаткові заняття, оздоровлення та дозвілля.  
Реалізація проєкту стала можливою завдяки домовленості Першої Леді України Олени Зеленської та Першої Леді Турецької Республіки Еміне Ердоган.
Загальна вартість проєкту склала 10,2 млн євро. Благодійний фонд  залучив до співпраці понад 300 волонтерів і амбасадорів. Проєкт “Дитинство без війни” увійшов до Світової книги рекордів, як найбільша евакуація дітей з часів Другої світової війни. Фільм “Save Generation Ua”, присвячений проєкту, отримав 7 міжнародних нагород у 5 країнах світу.